# ایسوس ممو پد ام‌ای۱۷۲وی
ایسوس مموپد ام‌ای۱۷۲وی (به انگلیسی: Asus MemoPad ME172V) تبلت ارزان‌قیمت ساخته‌شده توسط شرکت تایوانی ایسوس است که در ژانویه ۲۰۱۳ معرفی شد و در همان ماه عرضه شد. این لوح‌رایانه فاقد بلوتوث و دوربین است از مشخصه‌های آن می‌توان به دوربین جلو با قابلیت فیلمبرداری با وضوح بالا (HD) اشاره کرد.